# Финансова институция
Във финансовата икономика финансова институция е институция, която осигурява финансови услуги за своите клиенти или членове.

## Видове
Може би най-съществената финансова услуга, предлагана от финансовите институции е работата като финансови посредници. Повечето финансови институции са регулирани от правителството.
В по-широк смисъл има три вида финансови институции: 
1. взимащи депозити институции, които вземат и управляват депозити и дават заеми, като банки и други;
2. застрахователни компании и пенсионни фондове;
3. брокери, инвестиционни фондове и др.

Финансовите институции се делят на банкови, небанкови и други.

## Банкови финансови институци
Тук спадат универсалните и инвестиционните банки.

## Небанкови финансови институции
Представени са от застрахователните дружества (ЗД), пенсионните фондове (ПФ), здравните фондове, инвестиционните дружества и колективните инвестиционни схеми (КИС).

## Други финансови институции
Факторинговите и форфетинговите дружества.